# بطولة ميونخ للتنس
بطولة ميونخ للتنس هي بطولة تلعب على الأراضي الترابية , وتندرج تحت قائمة بطولات رابطة محترفي كرة المضرب ال250 نقطة. تقام البطولة في مدينة ميونخ في ألمانيا كل عام.